# IMBEL
IMBEL (Indústria de Material Bélico do Brasil) ist ein brasilianisches staatseigenes Rüstungsunternehmen. Die Hauptprodukte sind Sprengstoffe, Munition, Handfeuerwaffen und Kommunikationstechnik.

## Geschichte
Nach dem am 14. Juli 1975 verabschiedeten Gesetz wurde IMBEL im Jahre 1977 gegründet und integrierte verschiedene staatliche Arsenale und Fabriken in einem Unternehmen. IMBEL sollte auch Rüstungsgüter herstellen, die sich für private brasilianische Unternehmen nicht lohnten. Steuersubventionen und andere Beihilfen sollten dieses wirtschaftlich machen. IMBELs Mitarbeiter wurden wie Zivilbeschäftigte beim brasilianischen Militär behandelt.
Schon im Jahre 1983 bekam das Unternehmen finanzielle Probleme, weil die brasilianische Armee ihre Bestellungen heruntergefahren hat und das Unternehmen per Gesetz keine Waffen an zivile Sicherheitsorgane verkauften durfte. IMBEL musste sich beim Staat hoch verschulden. Die Munitionsfabrik in Realengo wurde geschlossen und das Produktionsmaterial an Companhia Brasileira de Cartuchos (CBC) verkauft.
Brasilien wurde früh klar, dass IMBEL nur aufgrund der Inlandsnachfrage nicht überlebensfähig war und ermutigte das Unternehmen weitere Absatzmärkte zu erschließen. In den 1990er Jahren wurde Export von Militärgütern zwecks Schuldenabbau forciert. Auch wurde es IMBEL ermöglicht an zivile brasilianische Sicherheitsorgane zu verkaufen. In den 2000er Jahren bestand ein Joint Venture mit Royal Ordnance und Grupo Schahin als South American Ordnance um schwere und leichte Waffen sowie Munition weltweit zu vertreiben.

## Gliederung

### Hauptsitz
Der Hauptsitz von IMBEL befindet sich in Brasília am Hauptsitz der Armee. Ein Teil des Managements befindet sich hingegen in Piquete. Dieser Umstand ist den verschiedenen Organisation seit der Gründung geschuldet.

### Fábrica da Estrela
Fábrica da Estrela ist eine Fabrik für die Herstellung von Sprengstoffen und Zubehör. Eines der Hauptprodukte der Fabrik ist der Sprengstoff RDX. Die Fabrik wurde 1824 von Rio de Janeiro unter dem Namen Real Fábrica de Póvora da Estrela durch den Erlass von Kaiser Peter I. an ihren jetzigen Standort in Magé verlegt.

### Fábrica de Itajubá

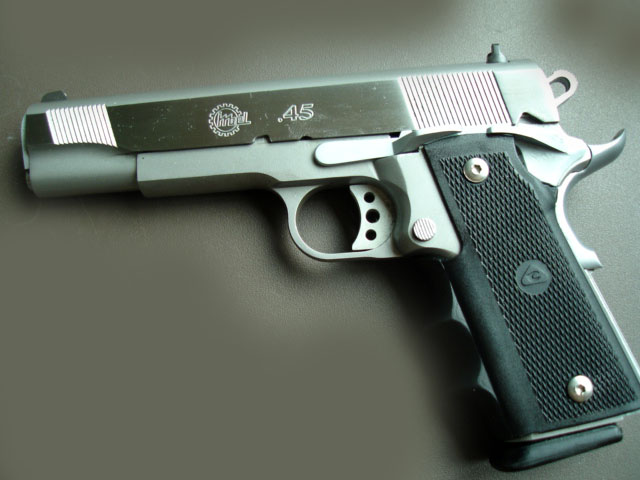
Von IMBEL produzierte Variante des Colt M1911

Die Fabrik wurde 1934 unter dem Namen Fábrica de Canos e Sabres eingeweiht. Sie stellt verschiedene Handfeuerwaffen her. In den 1930er Jahren produzierte Itajubá auf dem Mauser Modell 98 basierende Gewehre mit einer Lizenz der Deutsche Waffen- und Munitionsfabriken. Die Produktion der Mausergewehre endete nach dem Zweiten Weltkrieg. 1964 wurde eine Lizenzvereinbarung mit Fabrique Nationale Herstal über Produktion der FN-FAL-Gewehre abgeschlossen. Seitdem wurden mindestens 200.000 dieser Gewehre produziert.
1960 begann die Produktion von Varianten der Colt-M1911-Selbstladepistolen. 1985 wurde mit dem US-amerikanischen Unternehmen Springfield Armory, Inc. eine Partnerschaft geschlossen, um den zivilen Markt und Sicherheitsbehörden mit diesen Pistolen zu versorgen. So führte 1998 das Hostage Rescue Team des Federal Bureau of Investigation die Pistolen von IMBEL ein. Ein großer Teil der Exporte von IMBELs Handfeuerwaffen ging in die USA.
Weitere Produkte sind das Scharfschützengewehr IMBEL 308 AGLC und die IMBEL-IA2-Produktlinie für Gewehre und Karabiner.

### Fábrica Presidente Vargas
Die Fabrik wurde 1902 in Piquete auf Betreiben von Marschall Medeiros Mallet gegründet. Die Hauptprodukte sind Nitrocellulose, Trinitrotoluol, Nitroglycerin, Sprenggelatine, rauchschwache Pulver und Festtreibstoff für Feststoffraketentriebwerke.

### Fábrica de Juiz de Fora
Der Grundstein wurde am 9. August 1934 unter dem Namen Fábrica de Estojos e Espoletas de Artilharia gelegt. Die Fabrik produziert Munition für Mörser, Kanonen und Haubitzen sowie Raketentriebwerke und Gefechtsköpfe.

### Fábrica de Material de Comunicações e Eletrônica
Die Fabrik hat ihren Ursprung in der Fábrica de Material de Transmissões, in der ursprünglich Getriebe gefertigt wurden und die ab dem 4. Oktober 1939 als Fábrica de Material de Comunicações bezeichnet wurde. Es werden Funkgeräte und andere Kommunikationstechnik für militärische und öffentliche Kunden produziert.

### Rede Elétrica Piquete-Itajubá
Das Wasserkraftwerk in Wenceslau Braz in Minas Gerais mit der Leistung von 3,4 MW wurde am 8. Dezember 1932 eingeweiht. Es liefert die Energie an die Fabrik in Itajubá. Seit 2012 speist es Überschüsse in das öffentliche Stromnetz ein.